# Camilo Valdivieso
Camilo Valdivieso es un explorador de origen chileno, uno de sus principales esfuerzos está orientado hacia la amazonia peruana, donde ha realizado expediciones de investigación hacia la posible ubicación de la ciudad perdida de los Incas; El Paititi. Sus exploraciones datan de los años 1998, 2000 y 2002. Es uno de los pocos exponentes de la escuela de exploración más antigua.

## A modo de resumen
2002.- Tercera expedición Internacional a las zonas vírgenes de la selva amazónica, Parque Nacional del Manú. Tema: Investigación en Terreno sobre zonas inexploradas y antropología social de tribus autóctonas. Trabajó con Comunidades Indígenas, Recuperación Identidad, Territorio y Autonomía. Director Proyecto. 
2001.- Investigación Internacional desarrollada en el sur de Francia, zonas de Montsegur, Arques, Rennes les Chateau, febrero de 2001.
Estudios: Cultura y religión Catara y Templaría.
2001.- Investigación Internacional desarrollada en Egipto, Península del Sinaí,marzo de 2001.
Estudios: Monasterio de Santa Catalina. Estudio de los monjes ortodoxos y Alineación astronómica de la meseta de Guiza.
2000.- Segunda expedición Internacional a los petroglifos de Pusharo, selva amazónica. 
Estudios: Arte Rupestre y análisis del chamanismo indígena amazónico. Perú, agosto de 2000. 
2000.- Expedición Internacional y de Estudio a las zonas nevadas de los Andes peruanos, zonas de Qúeros y comunidades Incas. Trabajo en Terreno con Comunidades Indígenas, enero-febrero de 2000.
1999.- Expedición Internacional de Investigación y estudio en las zonas patagónicas Argentinas, Proyecto: “Ciudad de los Césares”, agosto de 1999. 
1998.- Expedición Internacional a las zonas vírgenes de la selva amazónica.
Parque nacional del Manú, Estudios: Investigación de los Estereotipos de la Cultura Aborigen (Matsiguenkas). Perú. Agosto de 1998.
- Datos: Q5742212